# مدام روزا (فلم)
مدام روزا (بالإنجليزية: Madame Rosa) هو فيلم دراما تم إنتاجه في فرنسا وصدر في سنة 1977.

## ترشيحات وجوائز
| السنة | الحدث  | الفئة           | النتيجة  |
| ----- | ------ | --------------- | -------- |
|       | أوسكار | أفضل فيلم أجنبي | فـــــوز |

## وصلات خارجية
- مقالات تستعمل روابط فنية بلا صلة مع ويكي بيانات